# Skin of Evil
"Skin of Evil" é o vigésimo terceiro episódio da primeira temporada da série de ficção científica estadunidense Star Trek: The Next Generation. Foi exibido pela primeira vez nos Estados Unidos por redifusão em 25 de abril de 1988, tendo sido escrito por Joseph Stefano e Hannah Louise Shearer a partir de uma história de Stefano e dirigido por Joseph L. Scanlan. The Next Generation se passa no século XXIV e acompanha as aventuras da tripulação da nave estelar USS Enterprise-D. Neste episódio, Deanna Troi fica fica refém de uma criatura chamada Armus depois de sua nave auxiliar ter caído em seu planeta.
A atriz Denise Crosby tinha ficado insatisfeita sobre como sua personagem, Tasha Yar, tinha sido desenvolvida durante a temporada e pediu para sair da série, com "Skin of Evil" sendo desenvolvido para que Yar fosse morta. A criatura Armus foi criada inteiramente usando efeitos práticos, porém o líquido que cobria o personagem causou problemas durante as filmagens. O episódio teve uma audiência abaixo de seu predecessor e uma recepção negativa da crítica, que não gostou de Armus e da maneira da morte de Yar. Crosby retornou como a personagem em aparições em episódios posteriores da série.

## Enredo
A USS Enterprise recebe um pedido de socorro de uma nave auxiliar que estava levando a conselheira Deanna Troi de volta de uma conferência. A nave caiu no desolado planeta de Vagra II; Troi e o piloto, tenente Ben Prieto, sobreviveram, mas não podem ser teletransportados para a Enterprise. Uma equipe avançada é enviada e descobre uma forma de vida maligna que se chama Armus. A tenente Tasha Yar tenta se aproximar da nave auxiliar, mas Armus a mata instantaneamente com um empurrão psicocinético. A equipe avançada retorna para a Enterprise, mas Yar não pode ser ressuscitada. Outra equipe é enviada, mas Armus provoca os tripulantes e se recusa a deixá-los se aproximar da nave auxiliar. Troi consegue se comunicar com Armus e descobre que ele é uma manifestação física do mal dos corpos de uma antiga espécie abandonada no planeta.
A tripulação descobre que toda vez que Armus expressa raiva em vez de suprimi-la seu campo de energia enfraquece, algo que pode permitir o resgate de Troi e Prieto. Armus continua provocando Troi ao afundar o comandante William Riker em uma substância parecida com alcatrão. O capitão Jean-Luc Picard desce ao planeta para falar com o ser diretamente, enviando o resto da equipe avançada de volta para a Enterprise. Picard começa a discutir com Armus para descobrir seus motivos, que revelam ser vingança por aqueles que foram abandonados em Vagra II. Armus fica enraivecido o suficiente para que seu campo de energia dissipe o suficiente para permitir que Troi, Prieto e Picard sejam teletransportados em segurança, deixando o ser ainda mais furioso e sozinho. Com a situação resolvida, Picard ordena uma quarentena permanente ao redor do planeta.
Os tripulantes realizam um serviço memorial para Yar com um holograma dela falando com cada oficial e lhes dizendo o quanto cada um significava para ela. Data, que tinha ficado íntimo de Yar, expressa a Picard que está confuso por não está pensando em Yar mas em si mesmo, pois sente que sua vida ficará vazia sem ela.

## Produção

### História e elenco
A história original foi intitulada "The Shroud" e escrita por Joseph Stefano, que tinha antes trabalhado na série The Outer Limits. A roteirista Hannah Louise Shearer foi encarregada de reescrever o que Stefano tinha feito. O primeiro esboço tinha a morte da tenente Tasha Yar ocorrendo mais cedo na história e o foco do episódio era em Armus em vez da morte dela. Foi o produtor executivo Gene Roddenberry, o criador de Star Trek: The Next Generation, quem defendeu a morte súbita porque ele achava que seria mais adequado para uma oficial de segurança. Roddenberry também foi contra matar Armus em retaliação. Shearer posteriormente comentou esta decisão: "[Roddenberry] achava que não podíamos matar a criatura, porque não cabe aos seres humanos fazer julgamentos morais sobre qualquer criatura que encontramos, pois não somos Deus".
A morte de Yar ocorreu porque a atriz Denise Crosby pediu para ser dispensada, surgindo rumores sobre sua partida. Ela comentou que seu período em The Next Generation foi "miserável", sendo bem conhecido na época que ela estava insatisfeita com o desenvolvimento da personagem. Crosby afirmou que caso tivesse recebido mais cenas como aquela que teve com Worf no início deste episódio, ela não teria saído da série. A cena do memorial de Yar foi filmada duas vezes, com Crosby dizendo suas falas olhando diretamente para frente na primeira, que era a escolha preferida do diretor Joseph L. Scanlan. Entretanto, a versão usada foi a segunda, em que ela olha para cada personagem. Scanlan disse "Não me pergunte como ela sabia onde cada um estaria". As lágrimas da atriz Marina Sirtis foram reais, com Crosby tendo falado com ela fora de cena.
"Skin of Evil" não foi o último episódio da temporada filmado por Crosby, pois "Symbiosis" foi filmado em seguida mas exibido antes. A atriz retornaria como a personagem em "Yesterday's Enterprise" da terceira temporada e em "All Good Things...", o último episódio da série. Ela também interpretou Sela, a filha meia-romulana de Yar, em vários episódios. Atores convidados em "Skin of Evil" incluíram Walker Boone como Leland T. Lynch, Brad Zerbst como um enfermeiro e Raymond Forchion como Ben Prieto.

### Efeitos de criatura

Riker conversando com Armus; este foi criado apenas com efeitos práticos

Armus originalmente seria baseado no estilo do grupo de teatro suíço Mummenschanz, porém isto foi descartado em favor de algo semelhante a uma "mortalha". Scanlan ficou determinado em deixar a criatura crível, com seu objetivo sendo com que ela emergisse do óleo, puxando-o consigo. Um teste foi feito com uma miniatura derretida de Armus a fim de exibir a filmagem em reverso, mas isto não criou o efeito desejado. A construção do traje a ser usado pelo ator Mart McChesney como Armus foi dividida em duas equipes. Os maquiadores Michael Westmore e Gerald Quist passaram um dia esculpindo a cabeça, enquanto a construção do corpo foi terceirizada para uma empresa externa. McChesney foi abaixado e elevado do óleo com uma grelha abaixo da superfície. A cabeça foi projetada para permitir que as narinas fossem limpadas rapidamente caso houvesse algum problema, porém nenhum tanque de oxigênio foi incluído e assim McChesney precisava segurar seu fôlego enquanto estava submerso. Membros da equipe cronometravam esse período submerso. O óleo em si era um material de Metamucil solúvel em água que foi tingido de preto usando tinta de impressora.
A equipe descobriu durante as filmagens que o líquido ficava dissolvendo as costuras do traje, porém a cabeça não foi afetada. Um traje reserva tinha sido encomendado às pressas antes do início da produção e foi necessário para que todas as cenas fossem filmadas. Trajes adicionais foram encomendados depois de todas começarem a se desfazer e todos os trajes acabaram se desfazendo nos quatro dias de filmagem. McChesney usou o traje com as costas abertas em uma cena por causa dos danos. Nenhum efeito visual foi usado na criação de Armus.
Para a cena em que o comandante William Riker é puxado para dentro da poça de óleo por Armus, um dublê foi usado no lugar do ator Jonathan Frakes. Um molde de gesso pintado de preto da cabeça de Frakes foi usado para a cena em que o rosto de Riker emerge do óleo. O molde foi colocado na mesma grelha usada para elevar McChesney e simplesmente filmado saindo do líquido. O efeito de contração visto durante a morte de Yar ocorreu pelo fio amarrado ao redor da cintura de Crosby sendo puxado.

### Música
A trilha sonora de "Skin of Evil" foi composta por Ron Jones. Ele criou duas paletas sonoras: uma eletrônica em tom maligno com corais sintetizados para as cenas envolvendo Armus, e outra militarista e terna para Yar. Jones foi influenciado por Dies Irae nas composições de Armus com o uso dos corais, comentando que "Essa é outra camada inteira que conseguimos adicionar, o que um coro significaria, o que vozes significariam em Star Trek, porque isto representava a morte". Além dos eletrônicos, essas seções tiveram uma pequena orquestra de dezenove músicos porque o compositor economizou os recursos orquestrais para a faixa da cena de despedida de Yar. Esta composição tem seis minutos e meio e é tocada durante a maior parte do último ato, com Jones dizendo que para sua criação pegou a temática de Star Trek e a transformou em algo "romântico".

## Repercussão

### Audiência
"Skin of Evil" foi exibido pela primeira vez nos Estados Unidos por redifusão na semana que começou em 25 de abril de 1988. Teve um índice Nielsen de 9,7, refletindo a porcentagem das residências que assistiram ao episódio. Isto foi uma diminuição de 1,1 por cento em relação ao predecessor "Symbiosis".

### Crítica
Zack Handlen da The A.V. Club afirmou que houve momentos que o episódio ficou irritante, especialmente quando Troi descrevia os sentimentos de Armus. Ele achou que a cena de morte de Yar estava fora de lugar e que no geral Armus não era ameaçador, dizendo "Assassinar Yar deveria fazer Armus parecer muito mais perigoso, mas ele é tão chorão, petulante e sem graça que ele poderia ter matado meia dúzia de membros do elenco sem deixar uma impressão". Keith R. A. DeCandido da Reactor achou que a morte de Yar foi "sem sentido", mas achou que o modo como ocorreu foi adequado para chefes de segurança em Star Trek. Ele considerou este um dos melhores episódios de Troi até então, mas que Armus "fracassa de todas as maneiras possíveis como vilão e que isto recai totalmente nas pessoas fazendo os efeitos visuais e a escolha de dublagem".
Jamahl Epsicokhan da Jammer's Reviews achou que as discussões com Armus duraram um tempo excessivo e ficaram repetitivas, enquanto a morte de Yar era "ignominiosa" principalmente pela "mancha boba em sua bochecha" na sequência em que tentam reanimar a personagem. As piores partes do episódio para Epsicokhan foram na verdade aquelas envolvendo Troi, quem ele afirmou "odiar" por "tentar desarmar [Armus] com sua baboseira psicológica", com seu único ponto positivo para o episódio foi que não houve tentativa de redimir Armus e que ele foi deixado preso no planeta. R. L. Shaffer da IGN achou que "Skin of Evil" era um "episódio bobo, repleto de diálogos terríveis, que é notável apenas pela morte prematura de Tasha Yar", também descrevendo a cena do funeral como "hilária" e considerando este um dos piores episódios da temporada.

## Mídia caseira
A primeira vez que "Skin of Evil" foi disponibilizado em mídia caseira foi em 11 de novembro de 1992 quando foi lançado no formato VHS nos Estados Unidos e Canadá. Foi lançado em LaserDisc no Japão em 9 de outubro de 1995 como parte da coleção da segunda metade da primeira temporada. Foi lançado em DVD em 26 de março de 2002 como parte da coleção completa da primeira temporada. Foi remasterizado e lançado em Blu-ray em 24 de julho de 2012 como parte da coleção da primeira temporada.